# European Le Mans Series 2012
Navigation
Édition précédente Édition suivante
L'European Le Mans Series 2012 est la neuvième saison de ce championnat et se déroule du 1er avril au 20 octobre 2012 sur un total de trois manches.
Avec la création du nouveau Championnat du monde d'endurance FIA, la catégorie LMP1 n'est plus autorisée dans la compétition. Le plateau aurait pu être complété par une nouvelle catégorie les GTC, des voitures utilisées en séries monotypes : Ferrari F430 Challenge, Lotus Evora GT4/GTC et Porsche 911 Carrera Cup 2010 & 2011.
Alors qu'initialement, la compétition devait comprendre cinq épreuves le nombre limité d'inscrits aux premières courses a entraîné l'annulation des 6 Heures de Zolder. La course de Donington a tout de même été organisée mais lors de son déroulement, l'annulation des deux dernières épreuves a été annoncée. En compensation, les compétiteurs sont invités à participer au Petit Le Mans, la finale des American Le Mans Series,.

## Calendrier
| N°      | Date       | Évènement             | Durée                     | Circuit                            | Lieu             | Pays                    |
| ------- | ---------- | --------------------- | ------------------------- | ---------------------------------- | ---------------- | ----------------------- |
| 1       | 1 avril    | 6 Heures du Castellet | 6 heures                  | Circuit Paul-Ricard                | Le Castellet     | France                  |
| Annulée | Annulée    | 6 Heures de Zolder    | 6 heures                  | Circuit de Zolder                  | Heusden-Zolder   | Belgique                |
| 2       | 15 juillet | 6 Heures de Donington | 6 heures                  | Donington Park                     | Castle Donington | Angleterre, Royaume-Uni |
| Annulée | Annulée    | 6 Heures de Brno      | 6 heures                  | Circuit de Masaryk                 | Brno             | République tchèque      |
| Annulée | Annulée    | 6 Heures d'Algarve    | 6 heures                  | Autódromo Internacional do Algarve | Portimao         | Portugal                |
| 3       | 20 octobre | Petit Le Mans         | 1 000 milles ou 10 heures | Road Atlanta                       | Braselton        | Géorgie, États-Unis     |

## Pilotes et équipes engagés
| Engagés                    | Engagés                     | Engagés                | Engagés | Engagés | Engagés                | Engagés |
| Équipe                     | Voiture                     | Moteur                 | Pneus   | No      | Pilotes                | Manches |
| LMP2                       | LMP2                        | LMP2                   | LMP2    | LMP2    | LMP2                   | LMP2    |
| -------------------------- | --------------------------- | ---------------------- | ------- | ------- | ---------------------- | ------- |
| Greaves Motorsport         | Zytek Z11SN                 | Nissan VK45DE 4.5L V8  | D       | 1       | Alex Brundle           | 1       |
| Greaves Motorsport         | Zytek Z11SN                 | Nissan VK45DE 4.5L V8  | D       | 1       | Lucas Ordóñez          | 1       |
| Greaves Motorsport         | Zytek Z11SN                 | Nissan VK45DE 4.5L V8  | D       | 1       | Tom Kimber-Smith       | 1       |
| Pecom Racing               | Oreca 03                    | Nissan VK45DE 4.5L V8  | D       | 10      | Luís Pérez Companc     | 1       |
| Pecom Racing               | Oreca 03                    | Nissan VK45DE 4.5L V8  | D       | 10      | Pierre Kaffer          | 1       |
| Pecom Racing               | Oreca 03                    | Nissan VK45DE 4.5L V8  | D       | 10      | Gianmaria Bruni        | 1       |
| Pecom Racing               | Oreca 03                    | Nissan VK45DE 4.5L V8  | D       | 10      | Soheil Ayari           | TBA     |
| Race Performance           | Oreca 03                    | Judd-BMW HK 3.6L V8    | D       | 11      | Jonathan Hirschi       | 1       |
| Race Performance           | Oreca 03                    | Judd-BMW HK 3.6L V8    | D       | 11      | Michel Frey            | 1       |
| Race Performance           | Oreca 03                    | Judd-BMW HK 3.6L V8    | D       | 11      | Ralph Meichtry         | 1       |
| Status GP                  | Lola B12/80                 | Judd-BMW HK 3.6L V8    | D       | 17      | Alexander Sims         | 1       |
| Status GP                  | Lola B12/80                 | Judd-BMW HK 3.6L V8    | D       | 17      | Yelmer Buurman         | 1       |
| Status GP                  | Lola B12/80                 | Judd-BMW HK 3.6L V8    | D       | 17      | Dean Stirling          | 1       |
| Murphy Prototypes          | MG-Oreca 03                 | Nissan VK45DE 4.5L V8  | D       | 18      | Jody Firth             | 1       |
| Murphy Prototypes          | MG-Oreca 03                 | Nissan VK45DE 4.5L V8  | D       | 18      | Warren Hughes          | 1       |
| Murphy Prototypes          | MG-Oreca 03                 | Nissan VK45DE 4.5L V8  | D       | 18      | Luca Moro              | 1       |
| Sébastien Loeb Racing      | Oreca 03                    | Nissan VK45DE 4.5L V8  | D       | 19      | Nicolas Marroc         | 1       |
| Sébastien Loeb Racing      | Oreca 03                    | Nissan VK45DE 4.5L V8  | D       | 19      | Nicolas Minassian      | 1       |
| Sébastien Loeb Racing      | Oreca 03                    | Nissan VK45DE 4.5L V8  | D       | 19      | Stéphane Sarrazin      | 1       |
| OAK Racing                 | Morgan LMP2                 | Judd-BMW HK 3.6L V8    | D       | 24      | Jacques Nicolet        | 1       |
| OAK Racing                 | Morgan LMP2                 | Judd-BMW HK 3.6L V8    | D       | 24      | Guillaume Moreau       | 1       |
| OAK Racing                 | Morgan LMP2                 | Judd-BMW HK 3.6L V8    | D       | 24      | Dominik Kraihamer      | 1       |
| Jota                       | Zytek Z11SN                 | Nissan VK45DE 4.5L V8  | D       | 38      | Sam Hancock            | 1       |
| Jota                       | Zytek Z11SN                 | Nissan VK45DE 4.5L V8  | D       | 38      | Simon Dolan            | 1       |
| Extreme Limite ARIC        | Norma M200P                 | Judd-BMW HK 3.6L V8    | D       | 44      | Fabien Rosier          | 1       |
| Extreme Limite ARIC        | Norma M200P                 | Judd-BMW HK 3.6L V8    | D       | 44      | Philippe Thirion       | 1       |
| Boutsen Ginion Racing      | Oreca 03                    | Nissan VK45DE 4.5L V8  | D       | 45      | Bastien Brière         | 1       |
| Boutsen Ginion Racing      | Oreca 03                    | Nissan VK45DE 4.5L V8  | D       | 45      | Jack Clarke            | 1       |
| Boutsen Ginion Racing      | Oreca 03                    | Nissan VK45DE 4.5L V8  | D       | 45      | Sébastien Buemi        | 1       |
| Thiriet by TDS Racing      | Oreca 03                    | Nissan VK45DE 4.5L V8  | D       | 46      | Mathias Beche          | 1       |
| Thiriet by TDS Racing      | Oreca 03                    | Nissan VK45DE 4.5L V8  | D       | 46      | Pierre Thiriet         | 1       |
| LMPC                       |                             |                        |         |         |                        |         |
| Boutsen Ginion Racing      | Oreca FLM09                 | General Motors 6.3L V8 | M       | 40      | Thomas Dagoneau (pl)   | 1       |
| Boutsen Ginion Racing      | Oreca FLM09                 | General Motors 6.3L V8 | M       | 40      | Massimo Vignali        | 1       |
| Boutsen Ginion Racing      | Oreca FLM09                 | General Motors 6.3L V8 | M       | 40      | Jean-Marc Merlin       | 1       |
| CURTIS Racing Technologies | Oreca FLM09                 | General Motors 6.3L V8 | M       | 42      | Phil Keen              | 1       |
| CURTIS Racing Technologies | Oreca FLM09                 | General Motors 6.3L V8 | M       | 42      | John Hartshorne        | 1       |
| CURTIS Racing Technologies | Oreca FLM09                 | General Motors 6.3L V8 | M       | 42      | Alex Kapadia           | 1       |
| LM GTE Pro                 |                             |                        |         |         |                        |         |
| Kessel Racing              | Ferrari 458 Italia GT2      | Ferrari F142 4.5L V8   | D       | 61      | Michal Broniszewski    | 1       |
| Kessel Racing              | Ferrari 458 Italia GT2      | Ferrari F142 4.5L V8   | D       | 61      | Philipp Peter          | 1       |
| JMW Motorsport             | Ferrari 458 Italia GT2      | Ferrari F142 4.5L V8   | D       | 66      | James Walker           | 1       |
| JMW Motorsport             | Ferrari 458 Italia GT2      | Ferrari F142 4.5L V8   | D       | 66      | Jonny Cocker           | 1       |
| JMB Racing                 | Ferrari 458 Italia GT2      | Ferrari F142 4.5L V8   | M       | 83      | Manuel Rodrigues       | TBA     |
| JMB Racing                 | Ferrari 458 Italia GT2      | Ferrari F142 4.5L V8   | M       | 83      | Jaime Melo             | 1       |
| JMB Racing                 | Ferrari 458 Italia GT2      | Ferrari F142 4.5L V8   | M       | 83      | Marco Frezza           | 1       |
| LM GTE Am                  |                             |                        |         |         |                        |         |
| AF Corse                   | Ferrari 458 Italia GT2      | Ferrari F142 4.5L V8   | M       | 60      | Piergiuseppe Perazzini | 1       |
| AF Corse                   | Ferrari 458 Italia GT2      | Ferrari F142 4.5L V8   | M       | 60      | Marco Cioci            | 1       |
| AF Corse                   | Ferrari 458 Italia GT2      | Ferrari F142 4.5L V8   | M       | 60      | Matt Griffin           | 1       |
| IMSA Performance Matmut    | Porsche 911 GT3 RSR (997)   | Porsche 4.0 L Flat-6   | M       | 67      | Anthony Pons           | 1       |
| IMSA Performance Matmut    | Porsche 911 GT3 RSR (997)   | Porsche 4.0 L Flat-6   | M       | 67      | Nicolas Armindo        | 1       |
| IMSA Performance Matmut    | Porsche 911 GT3 RSR (997)   | Porsche 4.0 L Flat-6   | M       | 67      | Raymond Narac          | 1       |
| Gulf Racing                | Aston Martin V8 Vantage GT2 | Aston Martin 4.5L V8   | D       | 69      | Stuart Hall            | 1       |
| Gulf Racing                | Aston Martin V8 Vantage GT2 | Aston Martin 4.5L V8   | D       | 69      | Roald Goethe           | 1       |
| Prospeed Competition       | Porsche 911 GT3 RSR (997)   | Porsche 4.0 L Flat-6   | M       | 75      | Marc Goossens          | 1       |
| Prospeed Competition       | Porsche 911 GT3 RSR (997)   | Porsche 4.0 L Flat-6   | M       | 75      | Maxime Soulet          | 1       |
| JMB Racing                 | Ferrari 458 Italia GT2      | Ferrari F142 4.5L V8   | M       | 99      | Alain Ferté            | 1       |
| JMB Racing                 | Ferrari 458 Italia GT2      | Ferrari F142 4.5L V8   | M       | 99      | Philippe Illiano       | 1       |

## Résultats
Vainqueur du classement général en caractères gras
| Manche | Circuit      | Équipe victorieuse LMP2                         | Équipe victorieuse FLM                                   | Équipe victorieuse GTE Pro  | Équipe victorieuse GTE Am                  | Équipe victorieuse GTC | Résultats |
| Manche | Circuit      | Pilotes victorieux LMP2                         | Pilotes victorieux FLM                                   | Pilotes victorieux GTE Pro  | Pilotes victorieux GTE Am                  | Pilotes victorieux GTC | Résultats |
| ------ | ------------ | ----------------------------------------------- | -------------------------------------------------------- | --------------------------- | ------------------------------------------ | ---------------------- | --------- |
| 1      | Paul Ricard  | Thiriet by TDS Racing                           | CURTIS Racing Technologies                               | JMW Motorsport              | Prospeed Competition                       | Aucun engagé           | résultats |
| 1      | Paul Ricard  | Mathias Beche Pierre Thiriet                    | Phil Keen John Hartshorne Alex Kapadia                   | James Walker Jonny Cocker   | Marc Goossens Maxime Soulet                | Aucun engagé           | résultats |
|        | Zolder       | Épreuve annulée                                 | Épreuve annulée                                          | Épreuve annulée             | Épreuve annulée                            | Épreuve annulée        |           |
| 2      | Donington    | OAK Racing                                      | Boutsen Ginion Racing                                    | JMW Motorsport              | IMSA Performance Matmut                    | Aucun engagé           | résultats |
| 2      | Donington    | Olivier Pla Dimitri Enjalbert Bertrand Baguette | Thomas Dagoneau (pl) Jean-Charles Battut John Hartshorne | Jonny Cocker Allan Simonsen | Nicolas Armindo Raymond Narac Anthony Pons | Aucun engagé           | résultats |
|        | Brno         | Épreuve annulée                                 | Épreuve annulée                                          | Épreuve annulée             | Épreuve annulée                            | Épreuve annulée        |           |
|        | Algarve      | Épreuve annulée                                 | Épreuve annulée                                          | Épreuve annulée             | Épreuve annulée                            | Épreuve annulée        |           |
| 3      | Road Atlanta | Thiriet by TDS Racing                           | Aucun engagé                                             | Aucun engagé                | IMSA Performance Matmut                    | Aucun engagé           | résultats |
| 3      | Road Atlanta | Mathias Beche Pierre Thiriet Christophe Tinseau | Aucun engagé                                             | Aucun engagé                | Nicolas Armindo Raymond Narac Anthony Pons | Aucun engagé           | résultats |

## Voir Aussi
- Championnat du monde d'endurance FIA 2012
- American Le Mans Series 2012